# La Morita, Tamaulipas
La Morita är en ort i Mexiko.   Den ligger i kommunen Llera och delstaten Tamaulipas, i den centrala delen av landet, 400 km norr om huvudstaden Mexico City. La Morita ligger 373 meter över havet och antalet invånare är 215.
Terrängen runt La Morita är kuperad åt nordost, men åt sydväst är den platt. Runt La Morita är det glesbefolkat, med 10 invånare per kvadratkilometer. La Morita är det största samhället i trakten. Omgivningarna runt La Morita är en mosaik av jordbruksmark och naturlig växtlighet.